# KPNA4
KPNA4‏ (Karyopherin subunit alpha 4) هوَ بروتين يُشَفر بواسطة جين KPNA4 في الإنسان.